# Revuelta carausiana

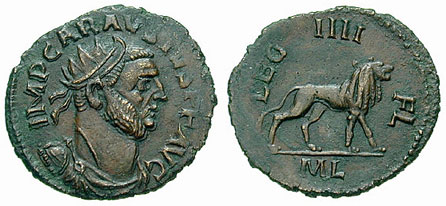
Carausio.

La Revuelta carausiana (286 - 296) fue un episodio de la historia del Imperio romano durante el cual un jefe naval romano, Carausio, se declaró emperador de Britania y de la Galia septentrional. Sus territorios gálicos fueron recuperados por el césar occidental, Constancio I, en el año 293, tras lo cual Carausio fue asesinado por su subordinado Alecto. Britania fue finalmente recuperada por Constancio y su subordinado Asclepiodoto en 296.

## La revuelta
Carausio, un menapio de origen humilde, hizo carrera en el ejército romano y fue asignado a un destacamento naval en Bononia (Boulogne), dedicado a limpiar el canal de la Mancha de los enemigos francos y sajones. Sin embargo, fue acusado de colaborar con los piratas para enriquecerse, y el Augusto occidental, Maximiano, ordenó su ejecución. Carausio respondió declarándose emperador de Britania. Sus fuerzas comprendían no solo sus naves, aumentadas con nuevos barcos construidos por él, y las tres legiones estacionadas en Britania, sino también una legión con la que se había hecho en la Galia, una considerable cantidad de unidades auxiliares extranjeras, una leva de barcos mercantes galos y un gran contingente de mercenarios bárbaros atraídos por la perspectiva de botines.
Un panegírico dedicado a Maximiniano en 288 o 289 escribe acerca de los preparativos realizados por el emperador para expulsar a Carausio. Otro panegírico posterior a Constancio I dice que la invasión fracasó por culpa del mal tiempo, aunque Carausio se la atribuyó como si fuera una victoria militar, y Eutropio escribe que las hostilidades se iniciaron en vano, debido a que la habilidad militar de Carausio le consiguió la firma de un tratado de paz.
Carausio comenzó a realizar gestos encaminados a legitimar y reconocer oficialmente su situación. Acuñó sus propias monedas y estableció relaciones diplomáticas con el Imperio, al tiempo que reconocía y honraba a Maximiano y luego a Diocleciano. Por otro lado, parece ser que fomentó el descontento por la sumisión a Roma de los nativos britanos: acuñó monedas con inscripciones como Restitutor Britanniae (Restaurador de Britania) y Genius Britanniae (Espíritu britano). Una piedra miliar de Carlisle, que lleva su nombre grabado, sugiere que la totalidad de la Britania romana estuvo en manos de Carausio.

## La recuperación del Imperio
En 293, Constancio I, que era en ese momento César de Occidente, aisló a Carausio reconquistando el territorio que controlaba el general rebelde en la Galia. Sitió el puerto de Bononia, construyendo una masiva muralla a lo largo de la entrada del puerto para evitar que los rebeldes escapasen por mar y asegurarse de que no pudieran recibir ayuda por vía marítima, e invadió Batavia en el delta del Rin, asegurando así su retaguardia contra una posible contraofensiva dirigida por los aliados francos de Carausio. Sin embargo, era imposible preparar una invasión de Britania hasta que se construyese una flota adecuada. Carausio, que había estado en el poder durante siete años, fue asesinado por su subordinado Alecto, quien asumió el mando.

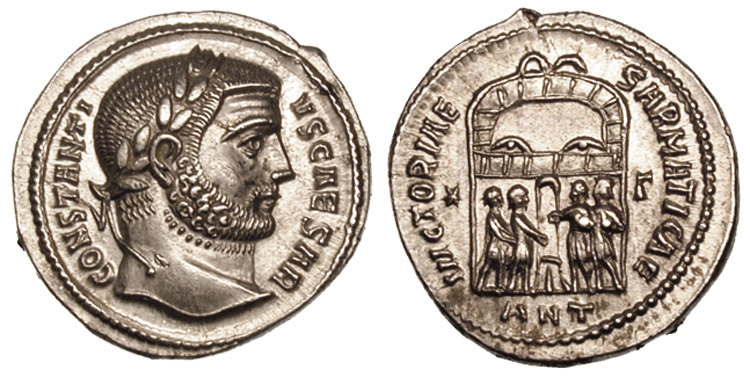
Constancio I.

Tres años más tarde, en 296, comenzó la reconquista de Britania. Con Maximiano tomando la frontera del Rin, Constancio dividió su flota en varias divisiones. Llevó consigo una división desde Bononia y otra, dirigida por Julio Asclepiodoto, prefecto de la Guardia Pretoriana partió desde El Havre. Partieron con mal tiempo, pero la niebla permitió a los barcos de Asclepiodoto pasar sin ser vistos a través de la flota de Alecto, estacionada en la Isla de Wight. Atracaron cerca de Southampton y quemaron sus naves. Los rebeldes fueron obligados a retroceder hacia la costa, pero al hacerlo, cayeron en manos de otra división y fueron apresados. El propio Alecto fue capturado y ejecutado durante la batalla, habiéndose deshecho de todas sus insignias distintivas con la esperanza de que su cuerpo no fuese identificado. Los restos arqueológicos sugieren que Calleva Atrebatum (Silchester) fue el lugar donde se produjo la aplastante derrota. Una parte de las tropas romanas, que se había separado del grupo principal por culpa de la niebla cuando atravesaban el canal, atraparon los restos de las fuerzas de Alecto, principalmente francos, en Londinium (Londres), y los masacraron. El mismo Constancio, al parecer, no llegó a Britania hasta que finalizó la batalla, y el escritor del panegírico afirma que fue recibido por los bretones como un libertador.

## Leyenda británica medieval
Carausio, Alecto, Asclepiodoto y Constancio aparecen de manera equívoca en la obra de Godofredo de Monmouth Historia Regum Britanniae (1136) como los líderes de Britania. En la obra, Carausio es un britano nativo que persuade a Roma para otorgarle cierto dominio naval, el cual fue utilizado para derrocar al rey de Britania, Basiano. Los romanos envían a Alecto con tres legiones para derrotarle, pero Alecto se comporta como un déspota y Asclepiodoto, que era en ese momento duque de Cornwall, lidera una revuelta popular para derrocarlo. Derrota a Alecto cerca de Londres y sitia a su última legión en la ciudad. Los romanos se rinden con la condición de que se les permita marcharse de Britania con seguridad, lo que Asclepiodoto acepta. Sus aliados Venedotis los decapitan y arrojan sus cabezas al río Gallobroc. 
Diez años más tarde, Asclepiodoto es derrocado por Coel, duque de Colchester, por tomar parte en la persecución de los cristianos bajo Diocleciano. Los romanos envían a Constancio a negociar con él. Coel acepta pagar tributo a Roma y cede a su hija Helena en matrimonio a Constancio, y tras su muerte Constancio se convierte en nuevo rey de Britania.